# Patrick Cohën-Akenine
Patrick Cohën-Akenine né en 1966, est un violoniste et chef d'orchestre français.

## Biographie
Dès l'âge de quatre ans, il commence à jouer du violon et obtient un premier prix d'excellence du conservatoire de Rueil-Malmaison.
Il entre ensuite au Conservatoire national supérieur de musique de Paris. Il se consacre avec passion aux quatuors à cordes. Il a ainsi la chance de travailler avec les quatuors Amadeus, Alban Berg, Cleveland, Fine Arts, Guarneri. Il part pour Budapest suivre les conseils de Vilmos Tátrai. En fin d'études il obtient un prix du ministère de la Culture.
Passionné par la musique ancienne, il apprend le violon baroque auprès de Patrick Bismuth au Conservatoire national supérieur de musique de Paris, puis se perfectionne entre autres avec Enrico Gatti.
Après avoir joué avec Les Musiciens du Louvre et Les Arts Florissants, il reprend le rôle de premier violon dans des ensembles comme Il Seminario Musicale, La Simphonie du Marais, Capriccio Stravagante, le Ricercar Consort, Les Talens Lyriques, Les Agrémens. Depuis 1994 il est violon solo du Concert Spirituel sous la baguette d'Hervé Niquet. Depuis lors, il a enregistré avec plusieurs ensembles.
Depuis 1996, il enseigne le violon baroque au conservatoire Charles Munch à Paris, et au conservatoire à rayonnement départemental d’Orsay. Sous le patronage du Centre de musique baroque de Versailles, Patrick Cohën a dirigé en 2008 un programme de restauration de l'orchestre Les Vingt-quatre Violons du Roi avec une instrumentation originale. Depuis 2014 il joue la copie d'un violon Louis Guersan, récemment fabriqué.
En 2000, il crée avec Béatrice Martin l'ensemble Les Folies Françoises, avec lesquels il aborde un grand nombre d'œuvres du répertoire de musique baroque dans un esprit de musique de chambre. Lors de la célébration du tricentenaire de la mort de Marc-Antoine Charpentier en 2004, il enregistre à l'Opéra royal du château de Versailles, en collaboration avec le réalisateur Olivier Simonet un DVD (Armide Classics) comprenant trois œuvres du compositeur, Les Plaisirs de Versailles H.480, La sonate à huit H.548 et l'Idylle sur le retour de la santé du Roi H.489. En décembre 2006, il est nommé Chevalier de l’ordre des Arts et des Lettres.

## Discographie
| Année | Titre       | Compositeurs                   | Label      |
| ----- | ----------- | ------------------------------ | ---------- |
| 2015  | Violon solo | Biber, Baltzar, Telemann, Bach | NoMadMusic |